# Горловщина
Горловщина (рос. Горловщина) — присілок у Лодєйнопольському районі Ленінградської області Російської Федерації.
Населення становить 53 особи. Належить до муніципального утворення Доможировське сільське поселення.

## Історія
Згідно із законом від 20 вересня 2004 року № 63-оз належить до муніципального утворення Доможировське сільське поселення.

## Населення
| 1838 | 1862 | 1885 | 1950 | 1997 | 2007 | 2010 |
| ---- | ---- | ---- | ---- | ---- | ---- | ---- |
| 133  | ↗178 | ↘140 | ↘8   | ↗70  | ↘55  | ↘48  |
| 2014 |      |      |      |      |      |      |
| ↗53  |      |      |      |      |      |      |